# Sabaria excavata
Sabaria excavata là một loài bướm đêm trong họ Geometridae.